# 白木栄次
白木 栄次（しらき えいじ、1984年3月1日 - ）は富士通株式会社の社員で企業スポーツ、総務、人事を担当していた。2021年に大手外資系コンサルティング会社へ転職。NPO法人Shape the Dreamの設立者で代表理事でもある。元日本代表のアメリカンフットボール選手。身長185cm、体重118kg（現役時）。

## 略歴

### 大学以前
大阪市出身。大阪産業大学附属高校時代にアメリカンフットボールをはじめる。3年連続で日本一を経験。近畿大学に進学すると1年時からレギュラーとして活躍し、4年時には主将としてチームを牽引し、関西学生ベスト11にも選出。

### 社会人以降
2006年に富士通株式会社に入社。総務部門に勤務する傍ら、アメリカンフットボール部・フロンティアーズの主力選手として活躍し、3シーズンにわたり副将を務める。2009年に開催されたノートルダムジャパンボウルでは、タイトエンドとして日本代表にも初選出された。2014年に、悲願であった創部以来初の日本一を達成。同年に現役を引退すると、2016年にAoyama Business School・青山学院大学大学院・国際マネジメント研究科に入学。2018年にフレックスタイムのMBAプログラムを修了し、同スクールを卒業した。

### NPO法人Shape the Dreamの立ち上げ
Aoyama Business Schoolに在学中の2016年、「アスリートの価値を最大化して、競技だけではなく、キャリアやビジネスの場でも活躍できるようにしたい」との思いから、トップレベルの高校や大学アスリート向けにキャリア教育を開始する。参画メンバーおよび提携校を順調に増やしていき、2017年4月にNPO法人Shape the Dreamを設立。2019年6月現在、オリジナルキャリアプログラムShapeの受講者数は2200名を越え、スポーツ現場を中心とした教育改革を志して、活動の幅を広げている。

## 主な講演
- 「2017年度 第2回 青山MBAフォーラム」[1] 「アスリートのキャリアについて考える」
- 「アスリートのアスリートによるアスリートのための就職会議」[2]
- SCJ Conference 2018 -アスリートのキャリアを考える-競技コーチから生涯コーチへ

## 出展
- 学生アスリートの価値を最大化するために
- 体育会活性化プロジェクトの開始
- 「アスリートのアスリートによるアスリートのための就職会議」
- スポーツキャリアサポート戦略｜スポーツ庁 - アスリートプランニング
- 「運動部学生の未来へ」”Shape the Dream”
- 競技の枠を超えアスリートが集結　日本スポーツ界の発展を目指して